# Швейцарский союзный талер

Швейцарский союзный талер

Швейцарский союзный талер (нем. Schweizer Bundestaler) — талерная медаль цюрихского медальера Якова Штампфера (1505—1579). На аверсе двумя полукругами расположены 13 и 7 гербов кантонов, а на реверсе — сцена клятвы Рютли.
Причиной того, что данную медаль выделяют различные нумизматические источники, является известность медальера, чьи медали и монеты получили широкую известность.